# Silnice I/10
Die Silnice I/10 (tschechisch für „Straße I. Klasse 10“) ist eine tschechische Staatsstraße (Straße I. Klasse).

## Verlauf
Die Straße zweigt in Turnov (Turnau) von der Silnice I/35 (Europastraße 442) ab und verläuft in Verlängerung der seit 1. Januar 2016 zur Autobahn aufgestuften Dálnice 10 (Europastraße 65) über Železný Brod (Eisenbrod) und Tanvald (Tannwald), von hier über eine Strecke von 12 Kilometer gemeinsam mit der Silnice I/14, von der sie sich bei dem Weiler Mýtiny (Strickerhäuser) wieder trennt. Von hier erreicht sie nach rund sechs Kilometer die Grenze zu Polen bei Harrachov (Harrachsdorf). Auf polnischer Seite setzt sie sich als Droga krajowa 3 in Richtung Jelenia Góra (Hirschberg) fort.
Die Länge der Straße beträgt knapp 48 Kilometer.

## Geschichte
Von 1940 bis 1945 bildete die Straße in ihrem nördlichen Abschnitt einen Teil der Reichsstraße 121.